# Cette sacrée vérité
Pour les articles homonymes, voir The Awful Truth.
Pour plus de détails, voir Fiche technique et Distribution.
Cette sacrée vérité (The Awful Truth) est un film américain réalisé par Leo McCarey en 1937.

## Synopsis
Jerry Warriner et son épouse Lucy se mentent depuis longtemps sans en être dupes. Ils décident donc, d'un commun accord, de divorcer... Cette formalité accomplie, chacun part pour de nouvelles aventures. Mais leurs chassés-croisés amoureux les réuniront à nouveau.

## Fiche technique
- Titre : Cette Sacrée vérité
- Titre original : The Awful Truth
- Réalisation : Leo McCarey
- Scénario : Vina Delmar et Sidney Buchman (non crédité), d'après la pièce de théâtre éponyme d'Arthur Richman (1886-1944), créée  le 18 septembre 1922 au Henry Miller's Theatre de Broadway (actuel .Stephen Sondheim Theatre)
- Musique : Ben Oakland
- Chanson : 
  - My Dreams Are Gone With the Wind de Ben Oakland et Milton Drake
- Photographie : Joseph Walker
- Montage : Al Clark
- Direction artistique : Lionel Banks et Stephen Goosson
- Décors : Lionel Banks et Stephen Goosson
- Costumes : Robert Kalloch
- Production : Leo McCarey et Everett Riskin (producteur associé)
- Société de production : Columbia Pictures
- Pays de production :  États-Unis
- Langue originale : anglais
- Format : noir et blanc - son mono (Western Electric Mirrophonic Recording)
- Genre : comédie
- Distribution : Columbia Pictures
- Durée : 91 minutes
- Dates de sortie : 
  - États-Unis : 21 octobre 1937
  - France : 22 décembre 1937

## Distribution
- Cary Grant : Jerry Warrimer
- Irene Dunne : Lucy Warrimer

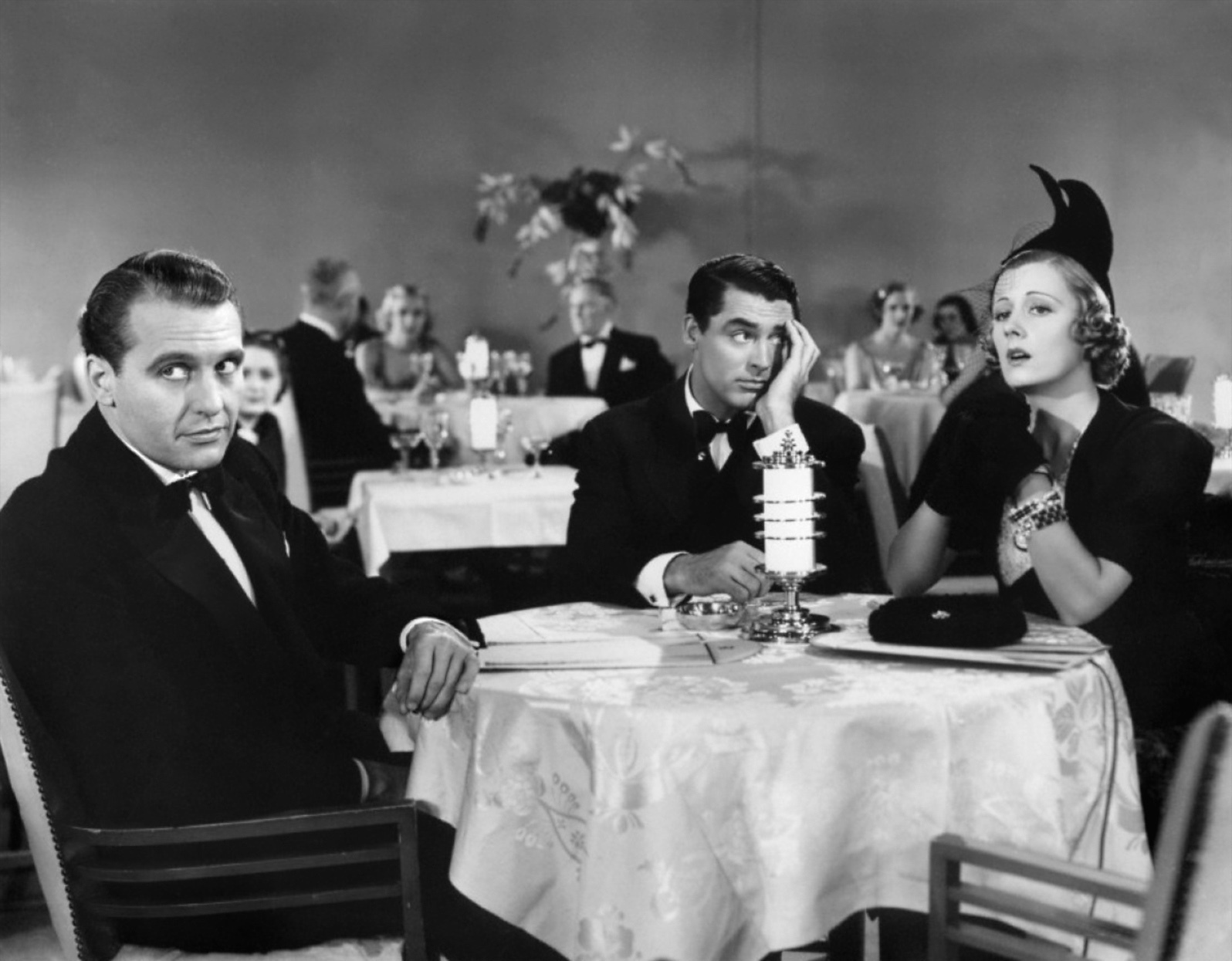
Ralph Bellamy, Cary Grant et Irene Dunne.

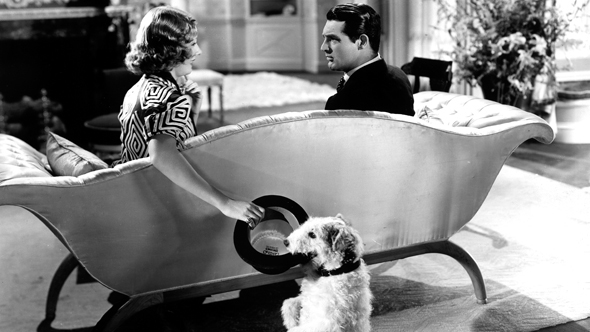
Irene Dunne, Cary Grant et Skippy le chien.

- Ralph Bellamy : Daniel "Dan" Leeson
- Alexander D'Arcy : Armand Duvalle
- Cecil Cunningham : Patsy, la tante de Lucy
- Molly Lamont : Barbara Vance
- Esther Dale : Mme Leeson
- Joyce Compton : Dixie Belle Lee
- Robert Allen : Frank Randall
- Robert Warwick : M. Vance
- Mary Forbes : Mme Vance

Non crédités :
- Wyn Cahoon : Mrs. Barnsley
- Kathryn Curry : Celeste
- Edgar Dearing : Motard
- Sarah Edwards : l'épouse de l'avocat de Lucy
- Bess Flowers : Viola Heath
- Mitchell Harris : Avocat de Jerry
- Miki Morita : Serveur japonais
- Edmund Mortimer : Avocat de Lucy
- Zita Moulton : Lady Fabian
- George C. Pearce
- Skippy : Mr. Smith, le chien
- Paul Stanton : le juge
- Frank H. Wilson : le maître de cérémonie

## Autour du film
- Un remake en comédie musicale et en couleur est sorti en 1953 : Remarions-nous réalisé par Alexander Hall.

- Le film fait partie des sept comédies repérées par le philosophe Stanley Cavell pour établir le genre du remariage[1].

## Distinctions
Le film reçut six nominations aux Oscars et en remporta un :
- Récompensé - Oscar du meilleur réalisateur : Leo McCarey
- Nommé - Oscar de la meilleure actrice pour Irene Dunne